# Nagyhalász
Nagyhalász város Szabolcs-Szatmár-Bereg vármegyében, az Ibrányi járásban.

## Fekvése
A Közép-Nyírség északi részén, a Rétközben helyezkedik el, a megyeszékhely Nyíregyházától 18, Ibránytól 3, a Tiszatelekhez tartozó Kétérköztől 6, Dombrádtól 21, Vasmegyertől pedig 5 kilométerre.
A közvetlen szomszédos települések: északkelet felől Tiszatelek, kelet felől Tiszarád, délkelet felől Kemecse, délnyugat felől Kótaj, nyugat felől pedig Ibrány. Csak kevés híján ugyan, de határszéle (a nevét bizonyos mértékig megcáfolva) sehol nem érintkezik a Tiszával, még annak a legközelebbi nagy holtágával sem.
Különálló településrésze Homoktanya, a központjától mintegy 7,5 kilométerre délre.

### Megközelítése
Ma csak közúton érhető el, Rakamaz-Gávavencsellő-Ibrány felől a 3821-es, Nyíregyháza és Dombrád felől a 3834-es, Kemecse felől pedig a 3825-ös úton. Tiszaráddal egy alsóbbrendű, számozatlan mellékút köti össze, Homoktanya pedig a 3834-es útról nyugatnak letérve érhető el, a 38 148-as számú mellékúton.
Határszélét délen egy rövid szakaszon érinti még a 3823-as út Kemecse-Kótaj közti szakasza is.
A közösségi közlekedés járművei közül a település a Volánbusz 4200-as (Nyíregyháza – Kemecse/Mága-sor – Tiszabercel), 4201-es (Nyíregyháza – Ibrány – Gávavencsellő), 4203-as (Nyíregyháza – Nagyhalász – Dombrád) és 4246-os (Rakamaz – Ibrány – Kemecse) helyközi buszjáratával közelíthető meg.
2009-es bezárásáig áthaladt a városon a Nyírvidéki Kisvasút dombrádi vonala is, melynek több megállási pontja is volt itt.

## Története
A település az írott forrásokban a 13. század közepén tűnt fel, így a vármegye egyik legrégebbi településeinek egyike. Nevének népetimológiája a jeles 19. századi költő, Tompa Mihály egyik népregéjéből ismerhető, amelyhez anyagot Nagyhalászból szerzett. A halász és aranyhal című rege szerint a szegény öreg halász, akinek sikerült hálójába keríteni a királylány kedvenc halacskáját, jutalmul a királytól nemesi levelet kapott egész faluja számára, amely attól a naptól kezdve a Halász nevet viseli, és amelynek címerét is két aranyhal díszíti.
Először Halaz néven jelent meg a település. Királyi birtok volt, lakói pedig a király halászai. Az Árpád-korban a szabolcsi vár birtoka lett. A tatárok pusztítása nyomán elnéptelenedett földet IV. Béla a Gutkeled nemzetségnek adományozta 1245-ben. A 14. század közepén a Paksiak őse kapta meg a király adományaként, de fiaitól 1404-ben Zsigmond elvette, és Csapi Andrásnak adta. 1454-ben a Czudarok birtokolták, később a bélteki Drágfiaké lett. Bár a török időkben elnéptelenedett, 1566-ban már ismét Szabolcs vármegye egyik legnépesebb helye volt.
A történelem ezt a várost 1245 körül említi, mikor is IV. Béla király István comesnek adományozta. Eredeti nevét onnan kapta, hogy eleinte csak néhány kunyhóból állt, amelyekben halászok laktak, mivel régen ez a terület a Tisza gyakori kiöntése miatt majdnem mindig víz alatt volt, és nagyon bőséges volt a halállomány is, valamint az Árpád-házi királyok idejében a királyi halászok egyik kedvelt főhelye volt. A szabolcsi vár fennhatósága alatt állt.
A Rétköz fennállása idején a falut víz vette körül, szárazon csupán Nyíregyháza és Kemecse felől lehetett megközelíteni. Míg a lecsapolások előtt a népesség fő megélhetését a rétben folytatott állattenyésztés és a halászat biztosította, később a szárazra került jó minőségű talajon a lakosság intenzív földművelésbe kezdett, s a település – annak ellenére, hogy nagy múltú zsákgyára révén ipari üzemmel is rendelkezik – máig megőrizte mezőgazdasági jellegét. A fontos útkereszteződés mentén fekvő Nagyhalász a század elején vasutat – igaz, csak keskeny nyomtávút – is kapott, ami igencsak megkönnyítette a megtermelt mezőgazdasági áruk piacra szállítását. 1993-ban kapta meg a városi rangot.

## Közélete

### Polgármesterei
- 1990–1994: Szoboszlai Ottó (független)[3]
- 1994–1998: Szoboszlai Ottó (SZDSZ)[4]
- 1998–2002: Albók József (független)[5]
- 2002–2004: Albók József (független)[6]
- 2005–2006: Orosz Károly Zsolt (MSZP)[7]
- 2006–2010: Orosz Károly Zsolt (MSZP)[8]
- 2010–2014: Orosz Károly Zsolt (független)[9]
- 2014–2019: Orosz Károly Zsolt (független)[10]
- 2019–2024: Orosz Károly Zsolt (független)[11]
- 2024– : Orosz Károly Zsolt (független)[1]

A településen 2005. március 20-án időközi polgármester-választást kellett tartani, mert az előző faluvezetőnek – még tisztázást igénylő okból – megszűnt a polgármesteri tisztsége.

## Népesség
A település népességének változása:
| Lakosok száma | 5741 | 5705 | 5676 | 5400 | 5296 | 5329 | 5311 |
|               | 2013 | 2014 | 2015 | 2021 | 2022 | 2023 | 2024 |

2001-ben a város lakosságának 90%-a magyar, 10%-a cigány nemzetiségűnek vallotta magát.
A 2011-es népszámlálás során a lakosok 85,5%-a magyarnak, 10,2% cigánynak, 0,2% ukránnak mondta magát (13,7% nem nyilatkozott; a kettős identitások miatt a végösszeg nagyobb lehet 100%-nál). A vallási megoszlás a következő volt: római katolikus 19,3%, református 43,4%, görögkatolikus 5,5%,evangélikus 0,4%, felekezeten kívüli 5,7% (23,9% nem válaszolt).
2022-ben a lakosság 92%-a vallotta magát magyarnak, 8,5% cigánynak, 0,2% ukránnak, 0,1-0,1% horvátnak, görögnek, bolgárnak, németnek és románnak, 1,2% egyéb, nem hazai nemzetiségűnek (7,9% nem nyilatkozott; a kettős identitások miatt a végösszeg nagyobb lehet 100%-nál). Vallásuk szernt 31,9% református, 13,4% római katolikus, 3,6% görög katolikus, 1,7% egyéb keresztény, 0,5% evangélikus, 0,1% ortodox, 9,4% felekezeten kívüli (39% nem válaszolt) volt.

## Nevezetességei
- Nyírvidéki Kisvasút
- Csuha–Kállay-kúria

Eredetileg copf stílusban épült. Itt működik az Anóka Eszter Városi Könyvtár. 2012-től a helyi házasságkötések helyszíne a kúria nagyterme, amely egyben az időszaki kiállítások tere is. Az előtérben Kállay-emlékszoba került kialakításra, ahol a dr. Lakatos Sarolta által készített Kállay-családfa is megtekinthető.
- Gólyakamera

A Magyar Madártani és Természetvédelmi Egyesület egy webkamera segítségével a református templom tornyáról folyamatos közvetítést nyújt a templom melletti fehérgólya-fészekről a költési időszakban.

## Ismert személyek
- Nagyhalászon született Kulcsár Gergely (1934. március 10. – 2020. augusztus. 12. Vác) atléta, olimpiai ezüstérmes gerelyhajító, edző.
- Itt él Veres István kajak-kenu edző, hajóépítő és kárpátaljai rafting túrák vezetője.
- Itt született Nagy Antal 34-szeres válogatott labdarúgó (1956. október 17.)